# Andrei Iwanowitsch Selenzow
Andrei Iwanowitsch Selenzow (russisch Андрей Иванович Зеленцов; * 1896; † 15. August 1941 in Murmansk) war ein sowjetischer Generalmajor während des sowjetisch-finnischen Winterkriegs 1939–1940 und des Fortsetzungskriegs 1941. Während der Schlacht von Suomussalmi kommandierte Selenow die 163. Schützendivision der Roten Armee, die von finnischen Truppen in mehrwöchigem Kampf nahezu vollständig aufgerieben wurde.
Selenow war seit 1918 Mitglied der KPdSU. Im gleichen Jahr trat er in die neu gegründete Rote Armee ein. Von Januar 1938 bis August 1939 war Selenzow Kommandeur der Panzer- und Kraftfahrtruppen des 3. Schützenkorps. Am 4. Juni 1940 wurde Selenow auf Platz 139 unter den Trägern des neu geschaffenen Ranges eines Generalmajors aufgeführt. Am 14. Juni wurde ihm das Kommando der 88. Schützendivision, der späteren 23. Gardeschützendivision, übertragen, die er bis zu seinem Tod durch einen Bombentreffer am 15. August 1941 führte. Im Juni 1941 war er zudem Kommandeur des Archangelsker Militärbezirks. Er starb bei einem Luftangriff auf seinen Befehlsstand.

## Quelle
- Michael Parrish: Sacrifice of the Generals. Soviet Senior Officer Losses, 1939–1953. Scarecrow Press, Lanham 2004, ISBN 0-8108-5009-5, S. 437.

| Personendaten    | Personendaten                                              |
| ---------------- | ---------------------------------------------------------- |
| NAME             | Selenzow, Andrei Iwanowitsch                               |
| ALTERNATIVNAMEN  | Зеленцов, Андрей Иванович (russisch)                       |
| KURZBESCHREIBUNG | Generalmajor während des sowjetisch-finnischen Winterkrieg |
| GEBURTSDATUM     | 1896                                                       |
| STERBEDATUM      | 15. August 1941                                            |
| STERBEORT        | Murmansk                                                   |